# 溫吉亞
溫吉亞是哥倫比亞的城鎮，位於該國西部，由喬科省負責管轄，始建於1908年，面積1,307平方公里，海拔高度39米，2005年人口10,446，人口密度每平方公里7.99人。
8°03′N 77°06′W / 8.050°N 77.100°W